# Wobler

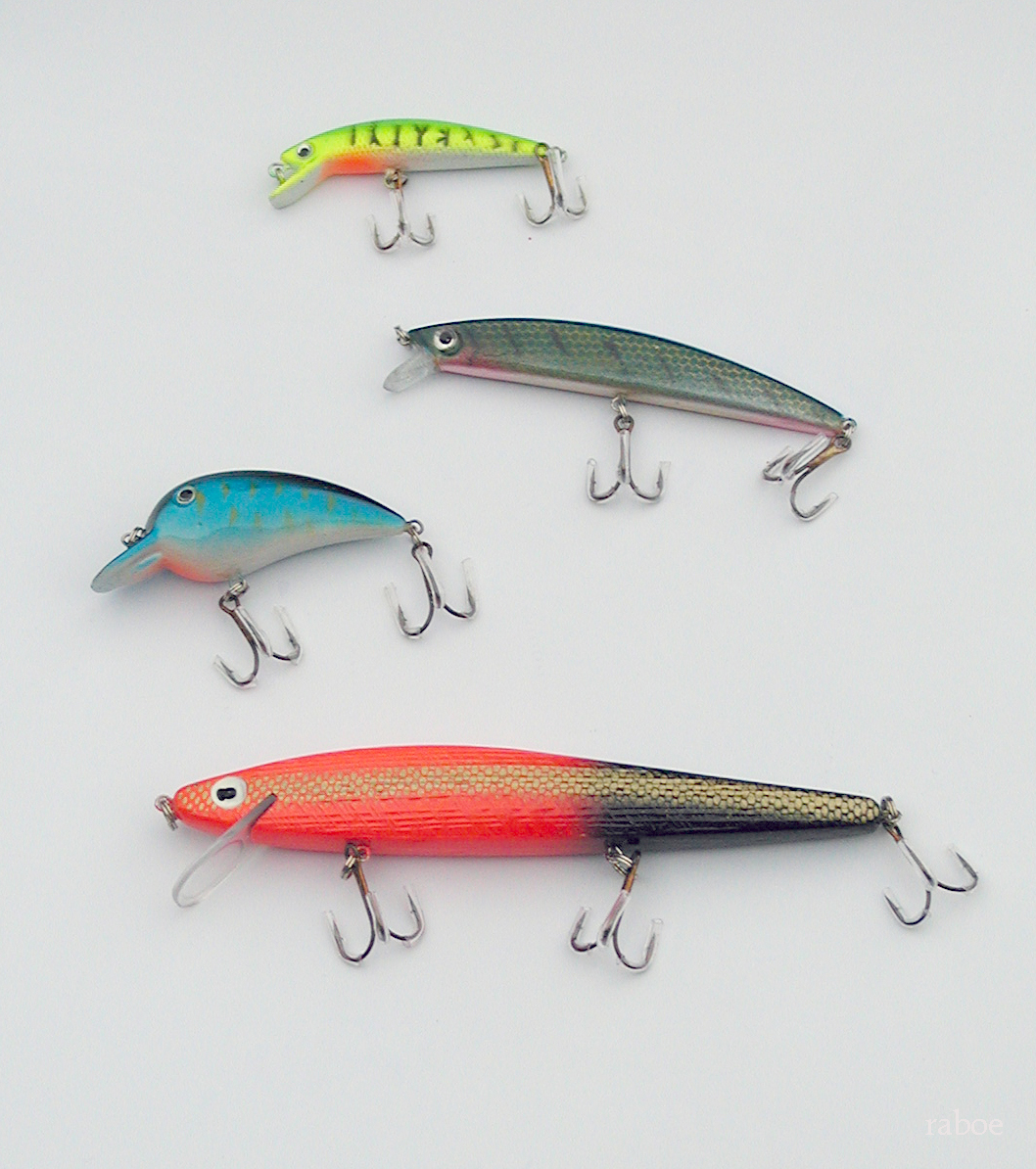
Woblery używane w wędkarstwie spiningowym.

Wobler (ang. „to wobble” – telepać się) – sztuczna przynęta wędkarska imitująca naturalny pokarm ryb drapieżnych (ryby, owady, płazy itp.), wykonana z różnego rodzaju twardych materiałów, np.: drewna (najczęściej balsy), plastiku, stosowana w łowieniu ryb metodą spinningową i trollingową.
Charakterystycznymi cechami każdego woblera są jego praca (czyli sposób poruszania się przynęty w wodzie – w nurcie lub w czasie ściągania zestawu), wyporność (woblery mogą być zarówno tonące jak i pływające) i głębokość schodzenia (głębokość na jaką zanurza się przynęta podczas ściągania zestawu).
Większość woblerów posiada wbudowany przy dziobie poziomy ster, pozwalający kontrolować głębokość schodzenia przynęty. Im bardziej kąt nachylenia steru woblera do osi przynęty zbliżony jest do 90 stopni, tym płytsza będzie maksymalna głębokość na jakiej będzie można taki wobler poprowadzić. Dlatego woblery imitujące smużące wodę owady mają często ster nachylony pod kątem prostym. Woblery z długimi sterami (nazywane nurkującymi) wyróżniają się tym, że pracują niemal pionowo w dół, przypominając grzebiącą pyszczkiem w dnie rybkę. Zwykle ster jest wbudowany na stałe, choć zdarzają się też stery z możliwością regulacji. Obecnie coraz większą popularnością zaczynają cieszyć się woblery bez steru. Są one używane m.in. w odmianie spinningu – jerkowaniu i w łowieniu powierzchniowym.
Woblery składają się z 1–3 części luźno ze sobą połączonych. Woblery wieloczęściowe zazwyczaj mają bardziej agresywną akcję. Ponadto odznaczają się kilkoma innymi zaletami – bardziej naturalną pracą i wydawaniem dźwięku, co dodatkowo wabi ryby. Dźwięk można jednak „dodać” także do woblera jednoczęściowego, poprzez zamontowanie w środku korpusu grzechotki.
Powstało wiele rodzajów woblerów, różniących się akcją, kolorem, przeznaczeniem, pływalnością itp. Inaczej bowiem wygląda i pracuje wobler boleniowy, a inaczej mikroskopijny woblerek na okonie. Ta ważna informacja jest stosowana podczas wyrobu nowych modeli woblerów.